# Azmour
Azmour è una città della Tunisia, situata nella penisola di Capo Bon, a nord ovest di Kélibia.
Fa parte del governatorato di Nabeul e della delegazione di Kélibia.  La città conta 5.001 abitanti.
Il toponimo è berbero e significa "le olive".
È stata elevata a municipalità con decreto del 23 aprile 1985 con una superficie di 4.500 ettari.